# Hypostomus seminudus
Hypostomus seminudus är en fiskart som först beskrevs av Eigenmann och Eigenmann, 1888.  Hypostomus seminudus ingår i släktet Hypostomus och familjen Loricariidae. Inga underarter finns listade i Catalogue of Life.